# Adolph Spalinger
Adolph Maximilian Martin Spalinger (* 7. Januar 1915 in Berlin; † 14. Juni 2004 in Basel) war ein Schweizer Schauspieler, Regisseur und Theaterintendant.

## Biografie
Nach Abschluss des Prinz-Heinrich-Gymnasiums in Berlin-Schönefeld besuchte Spalinger von 1933 bis 1935 die Schauspielschule des Deutschen Theaters in Berlin unter Heinz Hilpert. Dort gab er 1935 in einer Aufführung von Hjalmar Bergmans Markurell sein Bühnendebüt. Bis 1941 gehörte er dem Ensemble des Deutschen Theaters an. 1941 wechselte er an das Stadttheater Bern, wo er zunächst nur als Schauspieler, später auch als Regisseur tätig war. 1951 gründete er das Berner Ateliertheater, für das er als Intendant, Regisseur und Darsteller tätig war. Weitere Theaterstationen waren das Stadttheater Basel sowie die Volksbühne Berlin, wo er noch in seinen Achtzigern als Schauspieler auftrat. Spalinger spielte über Jahrzehnte Haupt- und Charakterrollen wie den Prof. Higgins in George Bernard Shaws Pygmalion, in Neil Simons Sunny Boys und Donald L. Coburns Gin Rommé.
Ein seltener Gast blieb Spalinger hingegen in Film und Fernsehen. Auch hier war er v. a. in Inszenierungen von Bühnendramen zu sehen, wie als „Butler Boby“ in Friedrich Dürrenmatts Besuch der alten Dame (mit Maria Schell in der Titelrolle) und als Dr. Goll in Peter Zadeks Fernsehadaption von Frank Wedekinds Lulu. Zu seinen weiteren Filmen zählen das Fernsehdrama Die Schamlosen (mit Meret Becker und Jürgen Vogel), der Thriller Irrlichter und Heinrich Breloers halbdokumentarischer Fernsehfilm Todesspiel über die Entführung und Ermordung von Hanns Martin Schleyer. Darüber hinaus gab er Gastauftritte in Fernsehserien wie Hagedorns Tochter.
Außerdem war Spalinger umfangreich als Sprecher für den Hörfunk tätig. Ab 1941 arbeitete er für den Sender Beromünster, nach Kriegsende vorwiegend für das Schweizer Radio DRS, u. a. Das Unternehmen der Wega (nach Dürrenmatt, DRS 1968), Die Gerechten (nach Albert Camus, DRS 1950), Die englische Geliebte (nach Marguerite Duras, DRS 1972), Stephen Daedalus (nach James Joyce, DRS 1976) und Ohne Federn (nach Woody Allen, DRS 1990). 1956 sprach er für eine WDR-Produktion von Robert Louis Stevensons Doktor Jekyll und Herr Hyde beide Hauptrollen.
Adolph Spalinger war in zweiter Ehe mit der Schauspielerin und Autorin Hilde Ziegler (1939–1999) verheiratet. Seine Schwester war die Tänzerin und Choreographin Sibylle Spalinger.

## Filmografie (Auswahl)
- 1959: Johanna aus Lothringen
- 1964: Die Verbrecher
- 1966 Die verschenkten Jahre
- 1966 Das Kriminalmuseum (Fernsehserie) – Der Barockengel
- 1973 Die Fabrikanten
- 1978 Kneuss
- 1982 Der Besuch der alten Dame (Schell, Lamprecht)
- 1991 Lulu
- 1994 Die Schamlosen
- 1997 Todesspiel
- 1998 Irrlichter